# Ariane Ferry
Ariane Ferry est une série télévisée française en six épisodes de 52 minutes, créée par Clément Delage et diffusée à partir du 6 août 2004 sur M6.

## Synopsis
Cette série met en scène les enquêtes de trois policiers spécialisés dans la recherche de personnes disparues.

## Distribution
- Cécile Bois : Ariane Ferry
- Fabrice Deville : Faust
- Yannick Soulier : Valentin
- Alina Cécile Bricard : Virginie Ferry
- Natacha Amal : Laura Cortez

## Épisodes
1. La Monitrice
2. Une passion impossible
3. Fâcheuse compagnie
4. Jeunesse éternelle
5. La Revenante
6. Dernier voyage